# Élections législatives de 1981 dans le Lot
Les élections législatives françaises de 1981 dans le Lot se déroulent le 14 juin 1981.

## Élus
| Circonscription | Député sortant | Parti | Parti | Député élu ou réélu | Parti | Parti |
| --------------- | -------------- | ----- | ----- | ------------------- | ----- | ----- |
| 1re             | Maurice Faure  |       | MRG   | Maurice Faure       |       | MRG   |
| 2e              | Martin Malvy   |       | PS    | Martin Malvy        |       | PS    |

## Résultats

### Résultats à l'échelle du département
|                | Mouvement des radicaux de gauche   | 25 803  | 29,00  | 1 |  |  |
|                | Parti socialiste                   | 23 771  | 26,71  | 1 |  |  |
|                | Parti communiste français          | 10 423  | 11,71  | 0 |  |  |
|                | Majorité présidentielle            | 59 997  | 67,42  | 2 |  |  |
|                |                                    |         |        |   |  |  |
|                | Rassemblement pour la République   | 25 659  | 28,83  | 0 |  |  |
|                | Union pour la démocratie française | 3 335   | 3,75   | 0 |  |  |
|                | Union pour la nouvelle majorité    | 28 994  | 32,58  | 0 |  |  |
|                |                                    |         |        |   |  |  |
| Inscrits       | Inscrits                           | 117 174 | 100,00 | 2 |  |  |
| Abstentions    | Abstentions                        | 26 629  | 22,73  |   |  |  |
| Votants        | Votants                            | 90 545  | 77,27  |   |  |  |
| Blancs et nuls | Blancs et nuls                     | 1 554   | 1,72   |   |  |  |
| Exprimés       | Exprimés                           | 88 991  | 98,28  |   |  |  |

### Résultats par circonscription

#### Première circonscription (Cahors)
|                | Maurice Faure sortant réélu | MRG (PS)       | 25 803 | 57,23  |  |  |  |
|                | Jacques Aurin               | RPR (UNM)      | 9 976  | 22,13  |  |  |  |
|                | Jean-Pierre Valla           | PCF            | 5 971  | 13,24  |  |  |  |
|                | Jean Drevelle               | UDF (PR)       | 3 335  | 7,40   |  |  |  |
|                |                             |                |        |        |  |  |  |
| Inscrits       | Inscrits                    | Inscrits       | 60 752 | 100,00 |  |  |  |
| Abstentions    | Abstentions                 | Abstentions    | 14 732 | 24,25  |  |  |  |
| Votants        | Votants                     | Votants        | 46 020 | 75,75  |  |  |  |
| Blancs et nuls | Blancs et nuls              | Blancs et nuls | 935    | 2,03   |  |  |  |
| Exprimés       | Exprimés                    | Exprimés       | 45 085 | 97,97  |  |  |  |

#### Deuxième circonscription (Figeac)
|                | Martin Malvy sortant réélu | PS             | 23 771 | 54,14  |  |  |  |
|                | Robert Bories              | RPR (UNM)      | 15 683 | 35,72  |  |  |  |
|                | Yannick Stéphant           | PCF            | 4 452  | 10,14  |  |  |  |
|                |                            |                |        |        |  |  |  |
| Inscrits       | Inscrits                   | Inscrits       | 56 422 | 100,00 |  |  |  |
| Abstentions    | Abstentions                | Abstentions    | 11 897 | 21,09  |  |  |  |
| Votants        | Votants                    | Votants        | 44 525 | 78,91  |  |  |  |
| Blancs et nuls | Blancs et nuls             | Blancs et nuls | 619    | 1,39   |  |  |  |
| Exprimés       | Exprimés                   | Exprimés       | 43 906 | 98,61  |  |  |  |